# Kimbanseke
Kimbanseke är en stadsdel (franska: commune) i Kinshasa, 17 km sydost om stadens centrum.